# 小野純男
小野 純男（おの すみお、1932年 - 2017年）は、日本の外交官。サンパウロ総領事、駐グアテマラ特命全権大使、駐コスタ・リカ特命全権大使、駐パラグアイ特命全権大使などを歴任した。

## 人物・経歴
第五高等学校を経て、1952年熊本大学法学部中退、外務省入省。在アルゼンティン日本国大使館二等書記官、在イスラエル日本国大使館一等書記官を経て、1977年外務省経済協力局書記官。1978年外務大臣官房領事移住部移住課長。1979年外務省中南米局中南米第一課長。1981年在スペイン日本国大使館参事官。
1984年外務大臣官房外務参事官兼中南米局。1985年外務大臣官房審議官兼中南米局。同年サンパウロ総領事。1988年グァテマラ国駐箚特命全権大使。1991年コスタ・リカ国兼エル・サルヴァドル国駐箚特命全権大使。1993年パラグァイ国駐箚特命全権大使。2006年瑞宝中綬章受章。2017年叙従三位。

## 著書
- 『新しいスペイン : 社会労働党政権の出現』勁草書房 1985年